# You Don’t Know
You Don't Know – pierwszy utwór z albumu Eminem Presents The Re-Up. W utworze udziela się także 50 Cent, Lloyd Banks oraz Cashis. Istnieje również inna wersja tego klipu, gdyż na samym końcu swoją zwrotkę rapuje Tony Yayo.

## Teledysk
Akcja teledysku dzieje się w więzieniu. Cała czwórka wciela się w rolę groźnych kryminalistów, noszących więzienne ubrania.